# Letta Mbulu
Letta Mbulu (* 23. August 1942 im heutigen Soweto) ist eine südafrikanische Jazz- und Popsängerin.

## Leben und Wirken
Mbulu, die in Soweto aufwuchs, trat zunächst als Sängerin in der Gesangsgruppe The Skylarks und in dem Musical King Kong hervor, mit dem sie auch 1961 in London auftrat. In den folgenden Jahren sang sie südafrikanische Hits wie Maru a pula, I Need Your Love, Buza oder Everybody Sing Along. 1965 ging sie wegen der verschärften Apartheid in die Vereinigten Staaten ins Exil. Dort war sie – neben Miriam Makeba und Hugh Masekela – am Konzert Sound Of Africa in der Carnegie Hall beteiligt. In der Folge arbeitete sie mit Harry Belafonte, aber auch mit Cannonball Adderley; auch schrieb sie Songs für Miriam Makeba. Quincy Jones holte sie als Sängerin für seine Soundtracks von Roots (wo sie u. a. die Erkennungsmelodie sang) und Die Farbe Lila, nachdem sie vorher bereits in Sidney Poitiers A Warm December zu hören war. Sie sang auch den Swahili-Part in Michael Jacksons Song Liberian Girl.
Daneben war sie 1986 an der Gründung der South African Artists United beteiligt. Erst 1991 kehrte sie wieder in ihre Heimat zurück, wo sie zunächst auf dem Unity Festival Apartheid einen großen Erfolg feiern konnte. 2001 erhielt sie den South African Music Award für ihre Lebensleistung. Sie arbeitet musikalisch häufig mit ihrem Ehemann Caiphus Semenya zusammen, mit dem sie 2009 den Order of Ikhamanga in Silber erhielt.

## Diskographie
- Letta Mbulu Sings (Capitol, 1967)
- Free Soul (Capitol, 1968)
- Letta (Chisa, 1970)
- Naturally (Fantasy, 1972)
- There's Music in the Air (A&M, 1976)
- Letta (A&M, 1977)
- Letta Mbulu – Gold (A&M, 1978)
- The Best of Letta & Caiphus (Columbia, 1996)
- Greatest Hits (Columbia, 1999)
- Letta Mbulu Sings/Free Soul (Stateside, 2005)
- Culani Nami (Sony, 2007)